# Devendra seriatus
Devendra seriatus is een spinnensoort in de taxonomische indeling van de Zoropsidae.
Het dier behoort tot het geslacht Devendra. De wetenschappelijke naam van de soort werd voor het eerst geldig gepubliceerd in 1898 door Eugène Simon.